# Théâtre romain de Fréjus
Le théâtre romain de Fréjus est le vestige d'un ancien monument antique situé dans la ville de Fréjus, dans le département du Var, en France.

## Généralités
Le théâtre est situé avenue du théâtre romain, dans la ville de Fréjus, dans le département du Var, en région Provence-Alpes-Côte d'Azur, en France. Il est dédié au comédien Philippe Léotard, natif de Fréjus.

## Historique

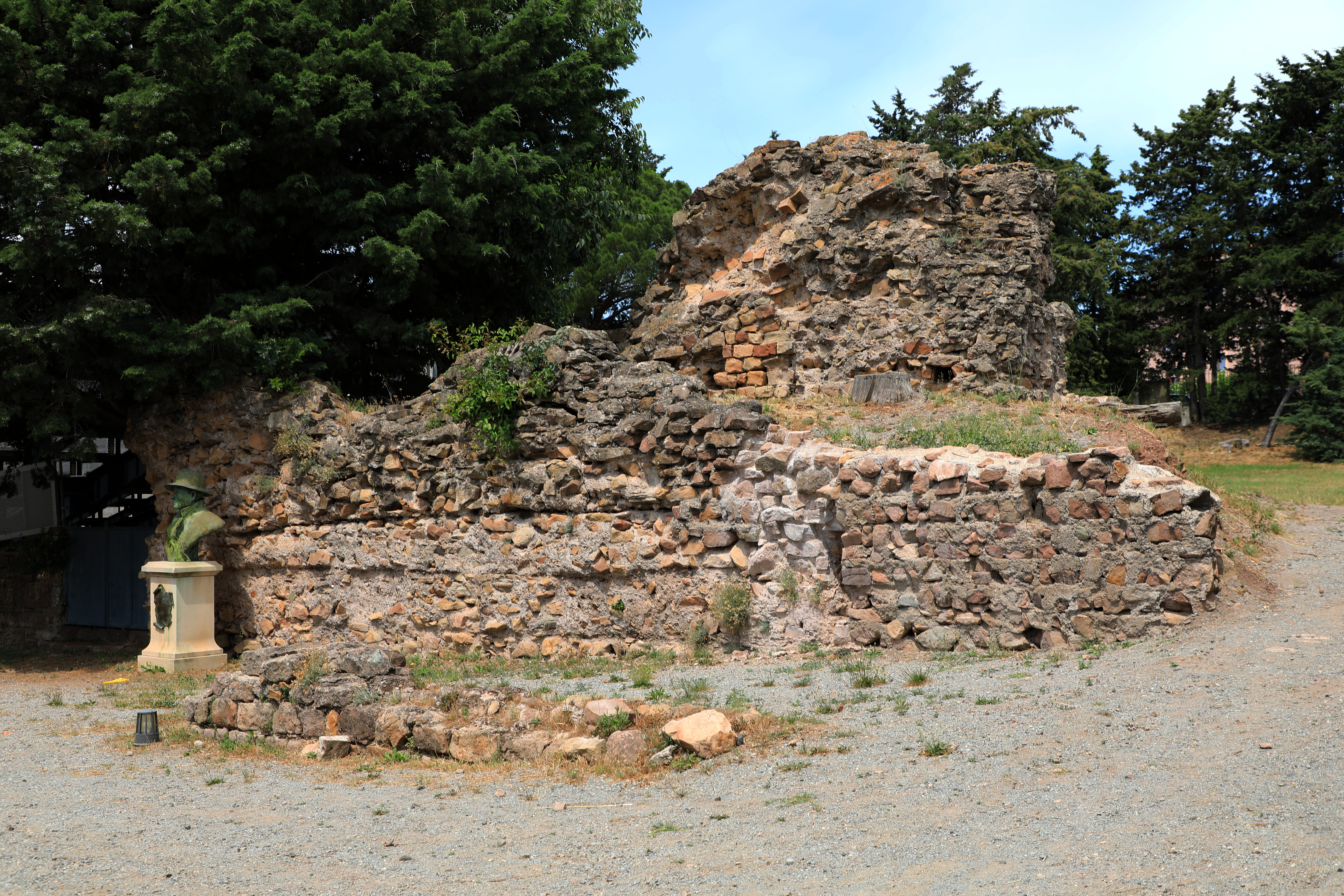
Ruines des fondations du théâtre romain de Fréjus et buste de Philippe Léotard.

Le théâtre date vraisemblablement du Ier siècle de notre ère et est le premier bâtiment de spectacle bâti dans la ville antique de Forum Julii.
Connu de longue date, le théâtre n'est fouillé qu'entre 1919 et 1929 sous la direction de Jules Formigé.
Le théâtre est classé au titre des monuments historiques par arrêté du 10 janvier 1912 ; divers terrains attenants sont classés par arrêtés des 20 mai 1924, 24 décembre 1924 et 27 septembre 1926.

## Architecture

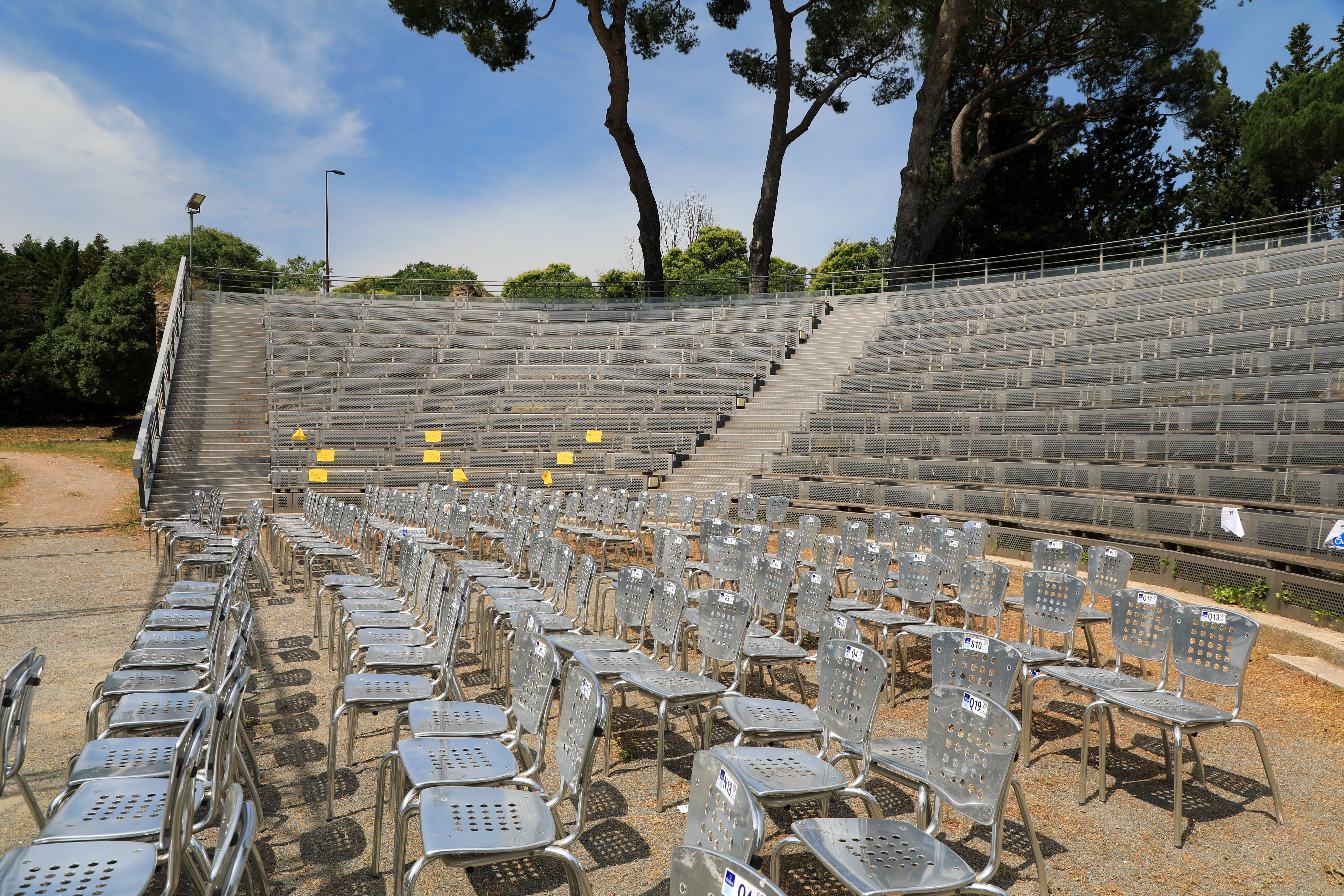
Structure métallique sur les ruines du théâtre romain de Fréjus, cachant les vestiges.

Le théâtre adopte une forme semi-circulaire fermée par un mur de façade long de 83 mètres, certainement aussi haut que les plus hauts gradins (environ 15 à 16 mètres),. Le théâtre pouvait accueillir quelque 7500 personnes.
La cavea est orientée vers le sud, face à la mer, permettant la protection contre le mistral, le vent dominant de la région. La partie basse de la cavea était sûrement structurée en bois, n'ayant laissé aucune trace, la partie haute était soutenue par des murs rayonnants encore visibles, entre lesquels l'accès aux parties hautes des gradins était possible. 
En contrebas de la cavea, un orchestra semi-circulaire accueillait les notables sur des sièges mobiles et au-delà, la scène de 39 mètres sur 6,80 mètres.